# Bela B.
Bela B. Felsenheimer (* 14. prosince 1962 Berlín, Německo) je bubeník, zpěvák, skladatel a textař německé punkrockové skupiny Die Ärzte. Prosadil se také svou sólovou hudební kariérou a herectvím.

## Diskografie

### Alba
- Bingo (2006)
- Code B (2009)
- Bye (2014)
- Bastard (2017)

## Filmografie
- Richy Guitar (1985)
- Kobra 11
  - Křest ohněm (2003)
  - Na věky věků (2004)
- Skupina Edelweiss (2004)
- Nejlepší sportovec století (2006)
- Bye Bye Harry! (2006)
- Pomsta ze záhrobí (2008)
- Hanebný pancharti (2009)